# عملية باراك
هي عملية عسكرية قامت بها عصابات الهاجاناه الصهيونية للسيطرة على المناطق الواقعة جنوب مدينة الرملة، وقد بدأت هذه العملية في شهر آذار- مارس 1948 م قبل انتهاء الانتداب البريطاني على فلسطين وقام بها لواء غيفعاتي بقيادة شمعون أفيدان واستمرت إلى ما بعد الهدنة الأولى.
تعتبر هذه العملية جزء من الخطة العسكرية الموسومة ب خطة دالت وقد استهدفت العملية مناطق واسعة جنوب وغرب مدينة الرملة وشمال مدينة غزة وأسفرت عن احتلال العديد من القرى الفلسطينية وتدميرها.